# Catherine Théot

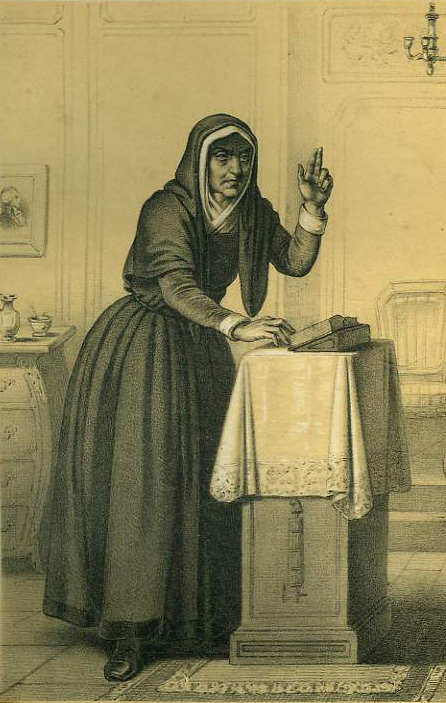
Illustration Théots aus dem frühen 19. Jahrhundert

Catherine Théot (geboren am 5. März 1716 in Barenton, Département Manche; gestorben am 1. September 1794 in Paris) war eine französische Mystikerin und angebliche Prophetin in der Französischen Revolution.

## Leben
Catherine Théot wurde im Kirchspiel Barenton geboren. Sie kam im Hôtel de Miramion in Paris unter, einer religiösen Erziehungsgemeinschaft, die von der Madame de Miramion im 17. Jahrhundert gestiftet worden war. 1779 erklärte Théot, möglicherweise durch ihren asketischen Lebenswandel verwirrt, eine Wiedergeburt von Maria oder Eva zu sein. Sie wurde daraufhin einige Jahre zunächst in der Bastille und dann in einer Anstalt eingesperrt, kam jedoch 1782 wieder frei und betätigte sich in der Folgezeit als entgeltliche Seherin und Prophetin.
Ihre eigenen mystischen Vorstellungen fokussierten sich im Laufe der Zeit weiter und sie predigte das nahende Himmelreich. Sie konnte eine Gemeinschaft von etwa 35 Personen davon überzeugen, die Wiedergeburt der Mutter Gottes zu sein; zu dieser Gruppe gehörten Christoph-Antoine Gerle, der Phantast Ouvdemont und mehrere weibliche Angehörige des Hochadels, die religiösen Halt suchten. Im Juni 1794 verlas sie ihren Anhängern einen Brief, den sie durch die Hand Marias erhalten haben wollte und in dem sie Robespierre als Messias und Sohn des Höchsten Wesens ankündigte. Dieser hatte im vorherigen Monat den Kult des höchsten Wesens zur Staatsreligion Frankreichs erheben wollen.
Gegner Robespierres wie Marc Guillaume Alexis Vadier nutzten Théots angebliche Privatoffenbarungen, um den gesamten Kult des Höchsten Wesens als lächerlich hinzustellen. Robespierres angebliche Unterstützung Théots wurde als Indiz verwendet, ihm Pläne zur Diktatur vorzuwerfen. Obwohl eine direkte Verbindung zwischen Robespierre und der Schwärmerin Théot nicht endgültig nachzuweisen war, wurde sie in Folge des 9. Thermidors ebenfalls verhaftet, verurteilt und eingesperrt. Sie starb wenige Monate darauf im Gefängnis.
Der Volksmund nannte sie später die Chêre Mère de Dieu de la Révolution, die Liebe Mutter Gottes von der Revolution.